# Изобар (ядрена физика)
Вижте пояснителната страница за други значения на Изобар.
Изобарите са атоми с еднакви масови числа, но с различен брой протони в атомните ядра. Изобарите са различни химични елементи и имат различни физични и химични свойства.

## Примери
- 1840Ar
- 1940K
- 2040Ca